# Dysnymphus sicularia
Dysnymphus sicularia là một loài bướm đêm trong họ Geometridae.